# Nobuhide Akiba
Nobuhide Akiba (japanisch 秋葉 信秀 Akiba Nobuhide; * 10. April 1985 in der Präfektur Chiba) ist ein japanischer Fußballspieler auf der Position eines Mittelfeldspielers.

## Karriere
Akiba erlernte das Fußballspielen in der Jugendmannschaft von JEF United Ichihara und der Universitätsmannschaft der Shizuoka-Sangyo-Universität. Seinen ersten Vertrag unterschrieb er 2008 bei Thespa Kusatsu. Der Verein spielte in der zweithöchsten Liga des Landes, der J2 League. Für den Verein absolvierte er sechs Ligaspiele.